# Лонкетка
Лонкетка (пол. Łąkietka) — село в Польщі, у гміні Щекоцини Заверцянського повіту Сілезького воєводства.
У 1975-1998 роках село належало до Ченстоховського воєводства.